# Кавалерское сельское поселение (Камчатский край)
Кавалерское се́льское поселе́ние — муниципальное образование в Усть-Большерецком районе Камчатского края Российской Федерации.
Административный центр — село Кавалерское.

## История
Статус и границы сельского поселения установлены Законом Камчатской области от 22 октября 2004 года № 227 «Об установлении границ муниципальных образований, расположенных на территории Усть-Большерецкого района Камчатской области, и о наделении их статусом муниципального района, городского, сельского поселения».

## Население
| 2010 | 2012 | 2013 | 2014 | 2015 | 2016 | 2017 |
| ---- | ---- | ---- | ---- | ---- | ---- | ---- |
| 863  | ↘852 | ↘845 | ↘828 | ↗838 | ↘806 | ↗815 |
| 2018 | 2019 | 2020 | 2021 | 2023 |      |      |
| ↘806 | ↘796 | ↘778 | ↘598 | ↘584 |      |      |

## Состав сельского поселения
| № | Населённый пункт | Тип населённого пункта       | Население |
| - | ---------------- | ---------------------------- | --------- |
| 1 | Кавалерское      | село, административный центр | ↘717      |
| 2 | Карымай          | село                         | ↘61       |